# Chef d'État de la Crimée
Le chef d'État de la Crimée est le dirigeant de la république de Crimée. 
La dénomination du poste a été successivement président de la république de Crimée entre 1994 et 1995 puis chef de la république de Crimée depuis 2014.

## Liste

### République de Crimée (1992-1995)
| Président de la République | Début de mandat | Fin de mandat |
| -------------------------- | --------------- | ------------- |
| Iouri Mechkov              | 16 février 1994 | 17 mars 1995  |

### République de Crimée
| Chef                      | Début de mandat | Fin de mandat  |
| ------------------------- | --------------- | -------------- |
| Sergueï Axionov (intérim) | 14 avril 2014   | 9 octobre 2014 |
| Sergueï Axionov           | 9 octobre 2014  | en fonction    |

## Élections
- Élection gouvernorale criméenne de 2014
- Élection gouvernorale criméenne de 2019

## Source
- (en) Cet article est partiellement ou en totalité issu de l’article de Wikipédia en anglais intitulé « President of Crimea » (voir la liste des auteurs).

- (en) Cet article est partiellement ou en totalité issu de l’article de Wikipédia en anglais intitulé « Head of the Republic of Crimea » (voir la liste des auteurs).